# 乔治·弗雷德里克·沃茨
乔治·弗雷德里克·沃茨（George Frederic Watts，1817年2月23日—1904年7月1日）是一位英国画家、雕塑家，与象征主义运动有关。他说：“我画的是思想，而不是东西。” 沃茨一生以寓言作品而闻名，例如他的著名作品《希望》、《爱与生命》、《体能》等。

## 生平
1817年2月23日，沃茨出生于伦敦的马里波恩。父亲是一位贫穷的钢琴制造商。他出生的那一天正是格奥尔格·弗里德里希·亨德尔的生日，因此取名乔治。他幼年丧母，接受父亲保守的福音主义教育，以及《伊利亚特》等古典著作的教育。前者让他终生远离传统宗教，而后者则对他的艺术产生了持续的影响。他很早就表现出了对艺术的渴望，从10岁开始就师从威廉·贝内斯学习雕塑，开始专心研究埃尔金石雕（后来写道“我是从他们那里学到的”）。后来在18岁时进入皇家艺术研究院就读。1837年，他在皇家艺术研究院举办了首次画展。并开始了自己的肖像画生涯，得到亲密朋友亚历山大·君士坦丁·爱奥尼德斯的赞助。
1843年，他以一幅名为“卡拉克塔克斯”的画吸引了公众的目光，他以这幅画参加了威斯敏斯特新国会大厦壁画的设计比赛。沃茨在比赛中获得了一等奖，这项比赛旨在推广适合国家立法机构的爱国主题叙事画。虽然最后沃茨对威斯敏斯特的装饰贡献不多，但从中他构想出了一座布满壁画的建筑，代表了人类的精神和社会的进步。
不过，威斯敏斯特竞赛的奖金，确实资助了沃茨自1843年起对意大利的长期访问，他与英国大使霍兰德男爵夫妇成为朋友，住在他们位于费罗尼之家（Casa Feroni）和卡雷吉别墅（Villa Careggi）的家中。在意大利时，沃茨开始创作风景画，并受到米开朗基罗的西斯廷小堂和乔托的斯克罗威尼小堂的启发。1847年，沃茨在意大利又参加了一次新的议会大厦竞赛，参赛作品是《阿尔弗雷德大帝号召撒克逊人在海上拦截丹麦人，阻止其登陆》，这是一个爱国题材，灵感来自菲迪亞斯。1847年4月，他打算短暂返回伦敦，离开佛罗伦萨。回到英国后，他未能获得一座建筑，来用自己的意大利经验，完成他的宏伟壁画计划，只是在林肯律師學院大厅的东墙上部制作了一幅45英尺乘40英尺的壁画，题为《司法:立法者的半圆形》（Justice, A Hemicycle of Lawgivers，1859年完成），灵感来自拉斐尔的《雅典学院》。因此，他的大部分主要作品都是传统油画。

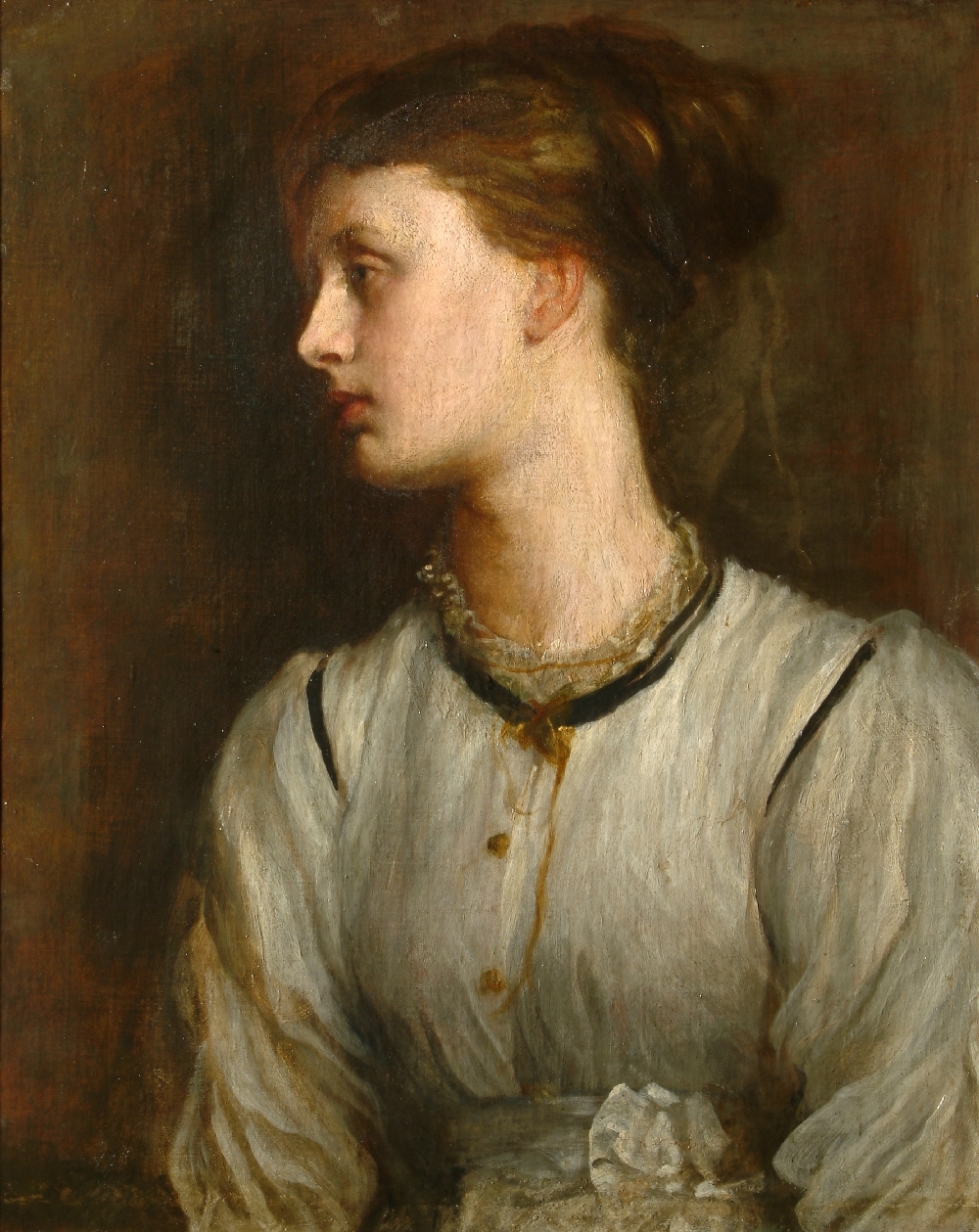
普林塞普小姐

在他的工作室里，他遇到了亨利·托比·普林塞普（曾担任印度委员会专员16年）和他的妻子萨拉（娘家姓帕特尔）。因此，沃茨加入了波希米亚主义者的圈子，包括萨拉的七个姐妹（包括弗吉尼亚，沃茨与之坠入爱河，但她于1850年嫁给了查尔斯·伊斯特诺子爵）和茱莉亚·玛格丽特·卡梅隆。他之前住在剑桥街48号，后来住在梅费尔，1850年，他帮助普林塞普夫妇租住了小荷兰宫（Little Holland House），在接下来的21年里，一直与他们住在一起，他们的沙龙也在这里。这栋建筑是霍兰德在伦敦的产业，是一件嫁妆，位于肯辛頓，靠近弗雷德里克·雷頓爵士的房子。
沃茨一共只接受过两个学生，其中一个是亨利的儿子瓦伦丁·卡梅隆·普林塞普；另一个是约翰·罗德达姆·斯宾塞·斯坦霍普—两人都一直是朋友，但都没有成为重要的艺术家。在租住小荷兰宫期间，沃茨的史诗画由他的朋友、社会改革者塞缪尔·巴尼特在白教堂展出，他最终获得了国会大厦的委托，于1852-53年完成了他的《红十字骑士的胜利》（来自《仙后》）。1853年，他一度返回意大利（包括威尼斯，在那里从提香获得了更多的灵感），并于1856年至1857年与查尔斯·托马斯·牛顿一起，途径君士坦丁堡和希腊岛屿，去哈利卡那索斯发掘。
19世纪60年代，沃茨的作品表现出了罗塞蒂的影响，通常强调感官愉悦和丰富的色彩。这些画作中有一幅他年轻妻子的肖像，女演员爱兰·黛丽，比他小30岁，由他们共同的朋友汤姆·泰勒介绍，他们于1864年2月20日结婚，离她17岁生日只有7天。结婚不到一年，她与另一个男人私奔，沃茨被迫与她离婚。
19世纪70年代，沃茨与罗塞蒂和唯美主义的联系发生了变化，他的作品越来越多地将古典主义传统与刻意激荡和混乱的表面结合起来，以暗示生命和进化的活力，以及生命的暂时性和短暂性。这些作品构成了“生命之家”（the House of Life）修订版的一部分，受到宗教比較创始人马克斯·缪勒的思想影响。沃茨希望在精神观念与现代科学，尤其是达尔文主义进化论的大融合中，追踪不断演变的“[世界]竞争神话”。 

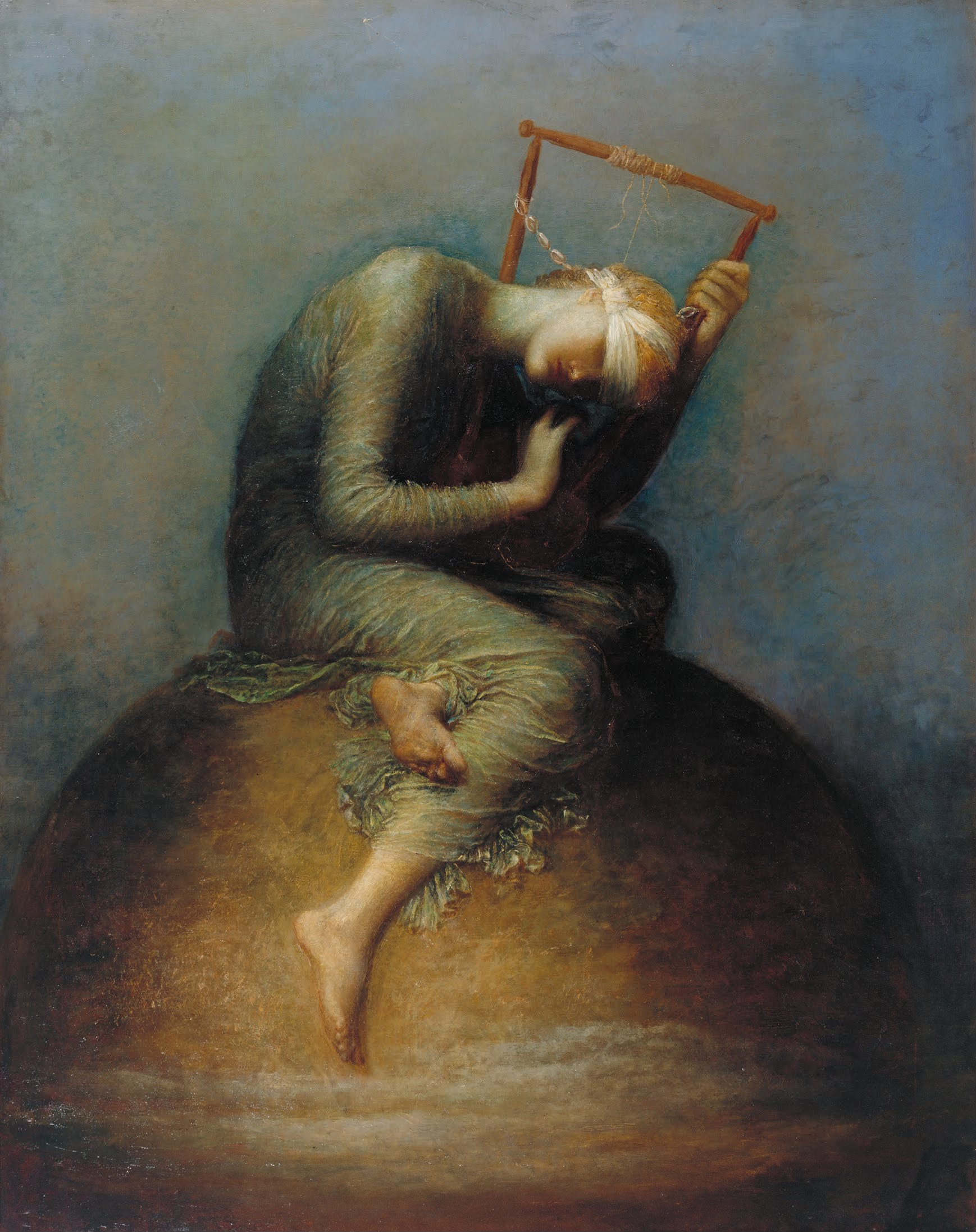
《希望》，1886

随着霍兰德小屋的租约即将结束，该建筑即将被拆除，19世纪70年代初，他委托C.R.科克雷尔在附近建造了一座新的伦敦住宅：新小荷兰宫（New Little Holland House），背靠雷顿勋爵的庄园，又在弗雷什沃特 (怀特岛)买了一座房子——他的朋友茱莉亚·玛格丽特·卡梅隆和丁尼生已经在岛上有了房子。为了维持与普林塞普家族的友谊，在孩子们离家居住以后，他在弗雷什沃特附近为他们建造了Briary，并收养了他们的亲戚布兰奇·克洛斯托恩。1877年，他与爱兰·黛丽离婚的暫准判令终于获批最终判令。他的朋友库特·林赛开设了格罗夫纳画廊（Grosvenor Gallery）。这里是他未来十年的理想场所。

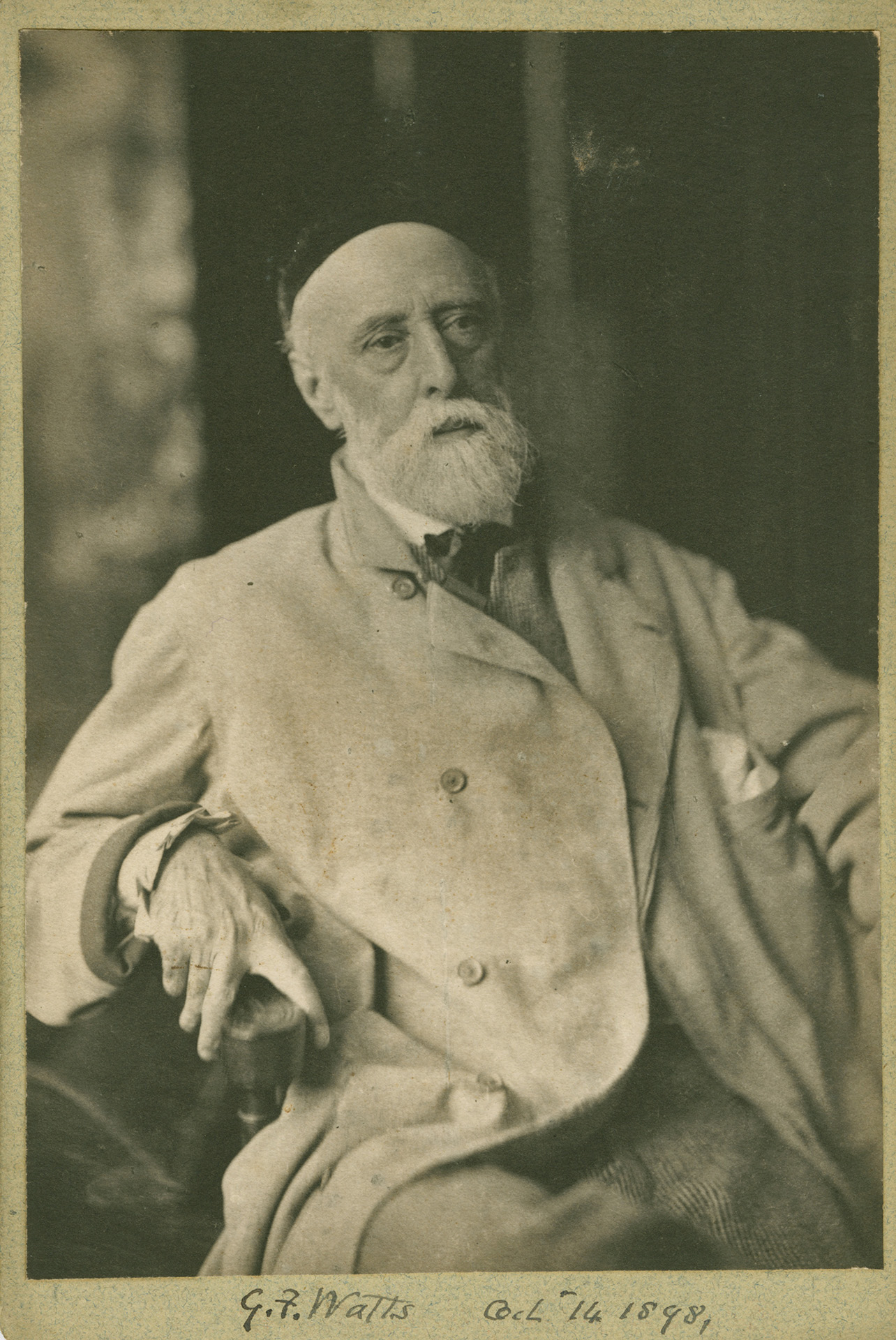
1898年照片

1886年，69岁的沃茨与36岁的苏格兰设计师和陶工玛丽·弗雷泽·泰勒再婚。1891年，他在萨里郡吉尔福德以南的康普顿附近购买了土地。这对夫妇将这座房子命名为“林纳斯莱斯”（Limnerslease），结合“limner”（画家）与“leasen”（租赁），并在附近建造了沃茨美术馆（Watts Gallery），这是一座专为他的作品而建的博物馆，这是英国第一座（现在也是唯一一座）专为一位艺术家而建的美术馆，于1904年4月在他去世前不久开业，并在2006年至2011年间进行了大规模扩建。沃茨的妻子玛丽早些时候设计了附近的沃茨墓地礼拜堂（Watts Mortuary Chapel），由沃茨出资；就在他去世前三个月，他还为祭坛画了一个版本的《无所不在》（The All-Pervading）。
林纳斯莱斯和教堂现在都由沃茨美术馆维护，房子也归沃茨美术馆所有。2016年，沃茨在房子里的工作室重新开放，并尽可能利用沃茨生前的照片进行了修复，作为沃茨美术馆的一部分，主要住宅部分可以在导游的带领下参观。

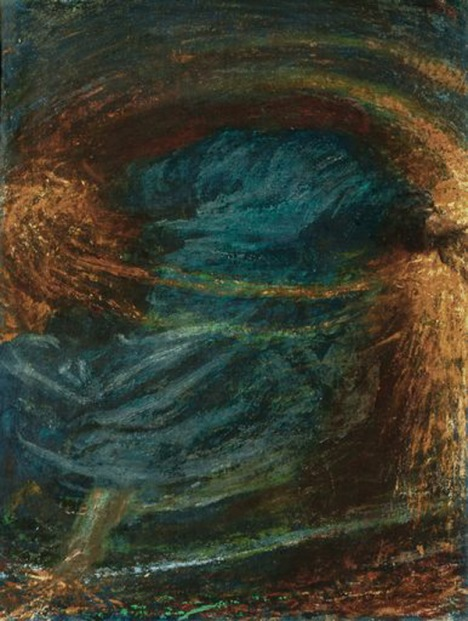
The Sower of the Systems

他的许多画作归泰特不列顛所有——1897年，他将18幅代表画作捐赠给泰特美术馆，1900年又捐赠了三幅。其中一些近年来被借给了沃茨美术馆，并在那里展出。
他曾两次拒绝维多利亚女王授予的男爵爵位。1867年，他当选为皇家学会院士，1902年成为新设立的功绩勋章（OM）的创始成员之一，用他自己的话说，是代表所有英国艺术家。勋章在1902年6月26日公布的1902年加冕榮譽名單中宣布。  1902年8月8日，在白金汉宫，他从国王爱德华七世手中接受了勋章。

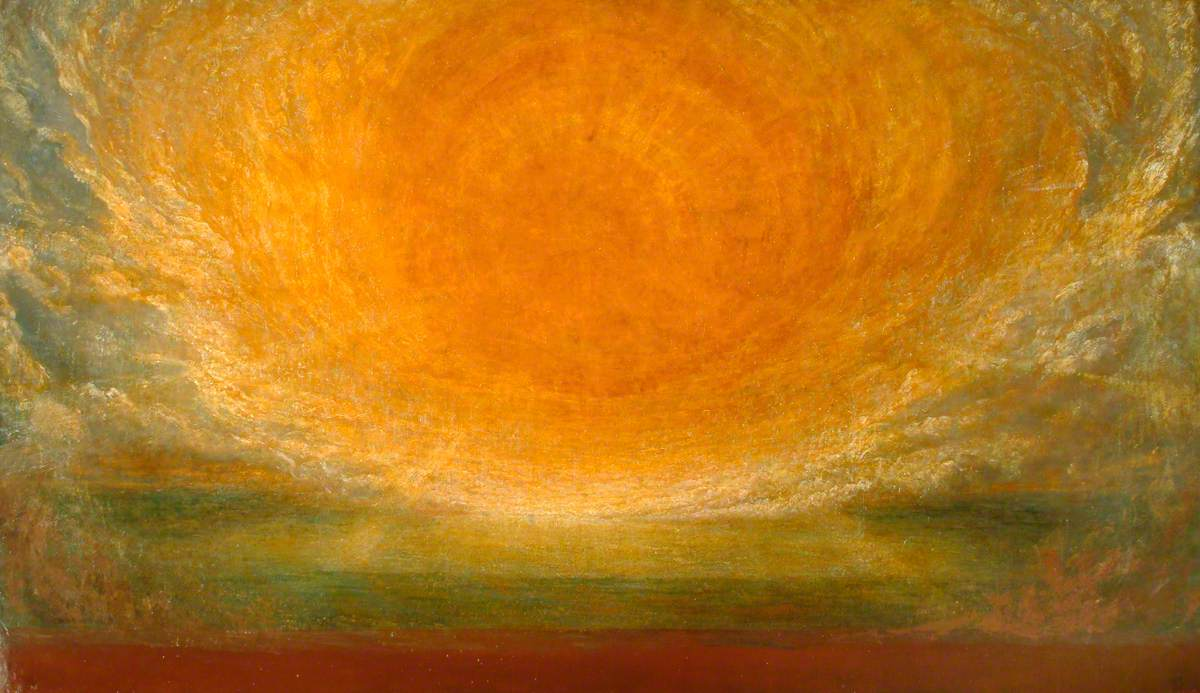
《洪水过后》,1890

在沃茨后期的画作中，他的创作抱负转向了神秘画，如《系统的播种者》（The Sower of the Systems），沃茨似乎在其中预见到了抽象艺术。这幅画把上帝描绘成一个几乎看不见的形状，充满活力的恒星和星云图案。沃茨的其他一些晚期作品似乎也预示着毕加索的蓝色时期的绘画。他也被誉为肖像画家。他的肖像画是当时最重要的男女人物，旨在形成“名人堂”。其中许多现在收藏在伦敦國家肖像館: 1895年捐赠了17件，随后又增加了30多件。在他的画像中，沃茨试图在自律的稳定性和行动的力量之间，创造一种张力。他还强调了模特脸上的紧张和疲惫的迹象。模特包括查尔斯·迪尔克、托马斯·卡莱尔、詹姆斯·马丁诺和威廉·莫里斯。

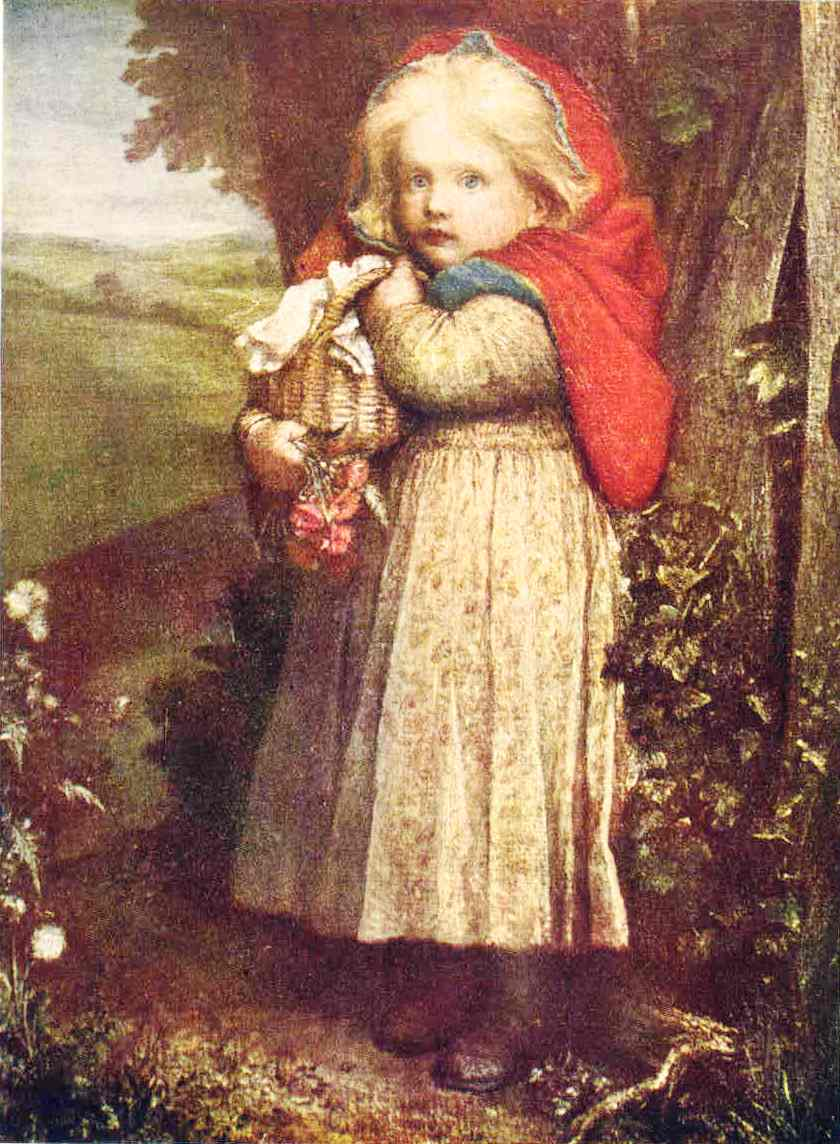
《小红帽》
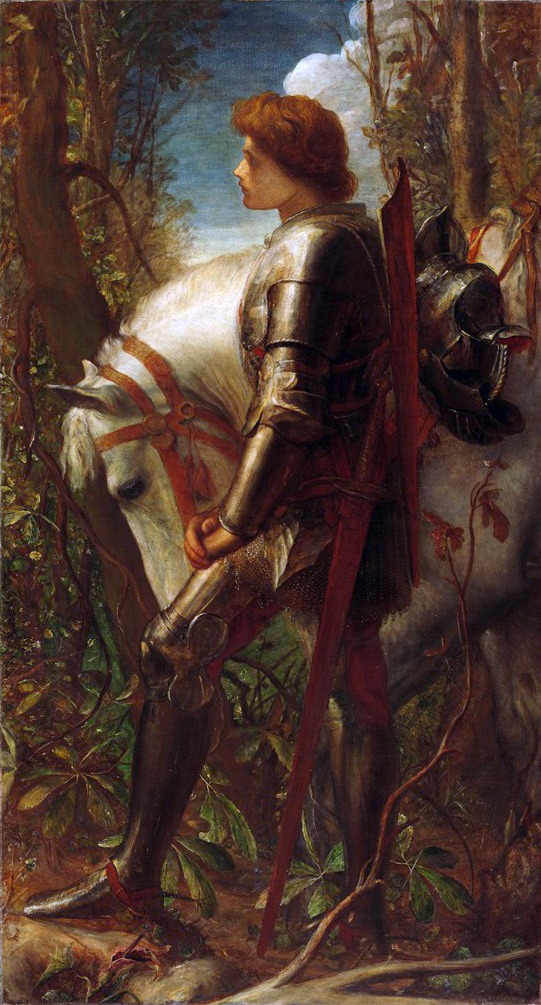
《加拉哈德》
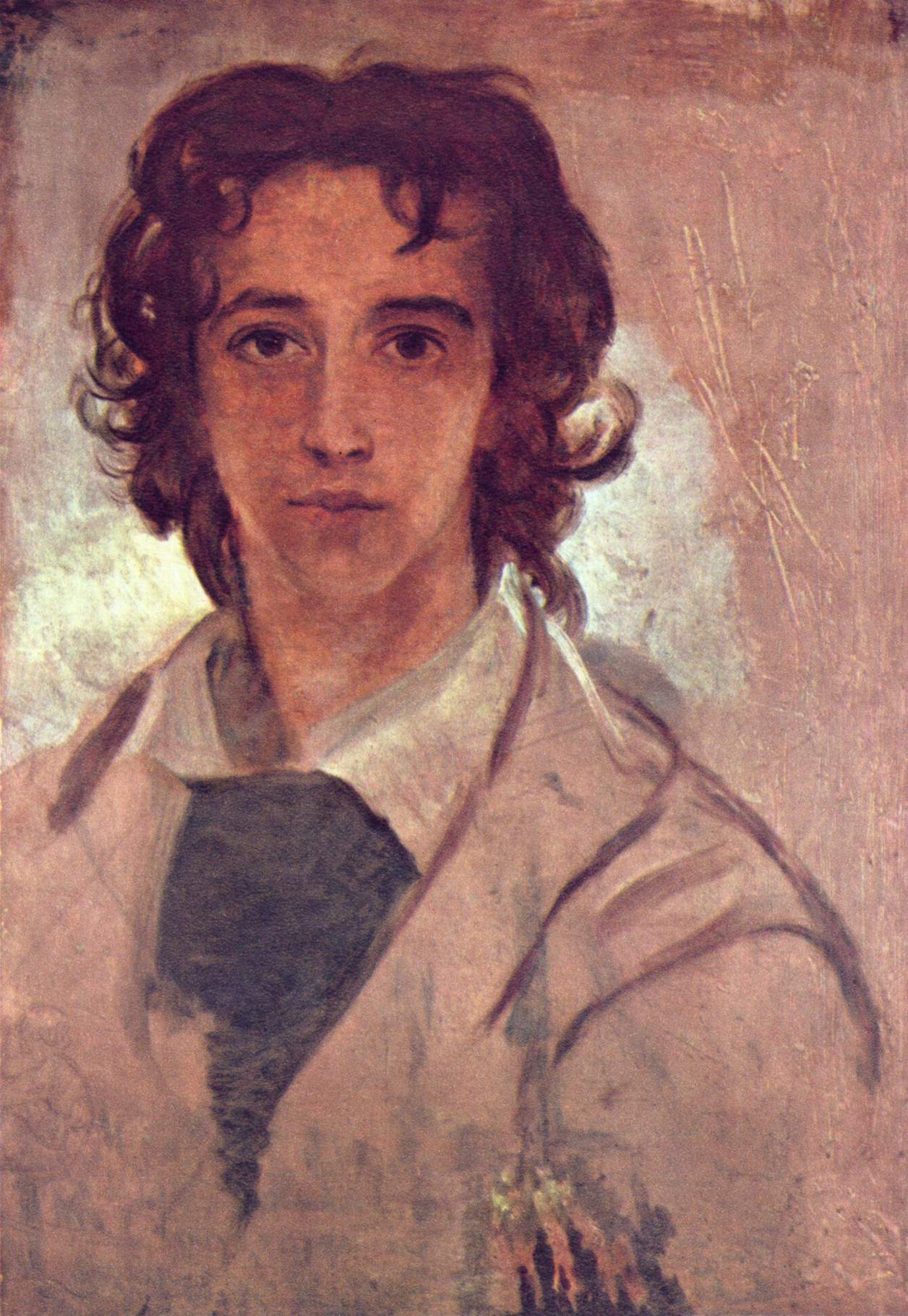
《自画像》
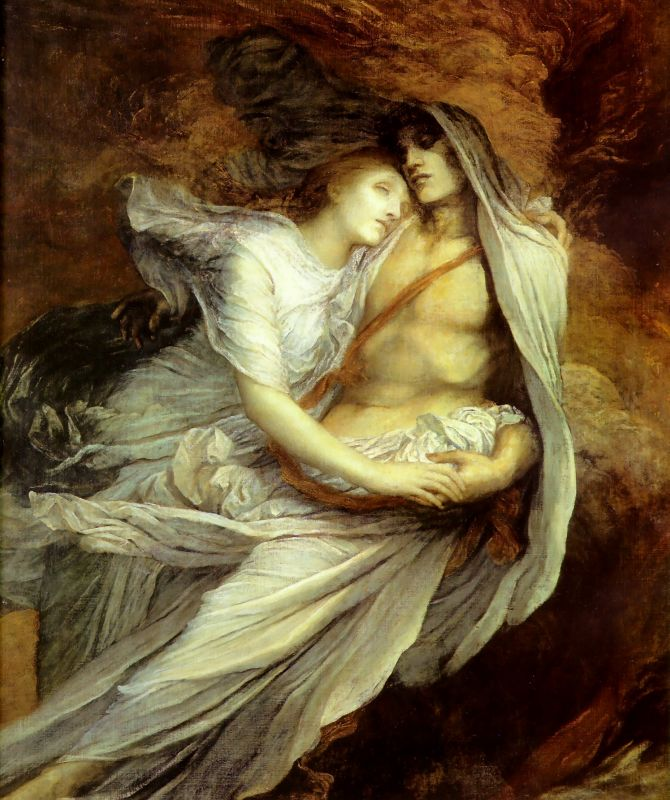
《保罗和弗兰切斯卡》
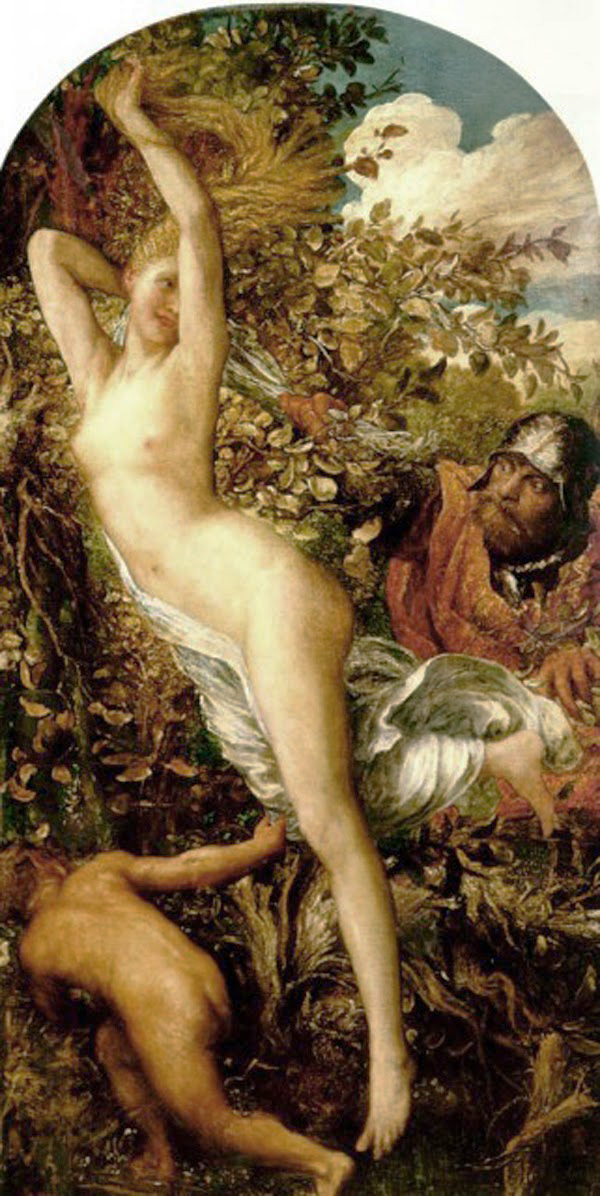
Fata Morgana
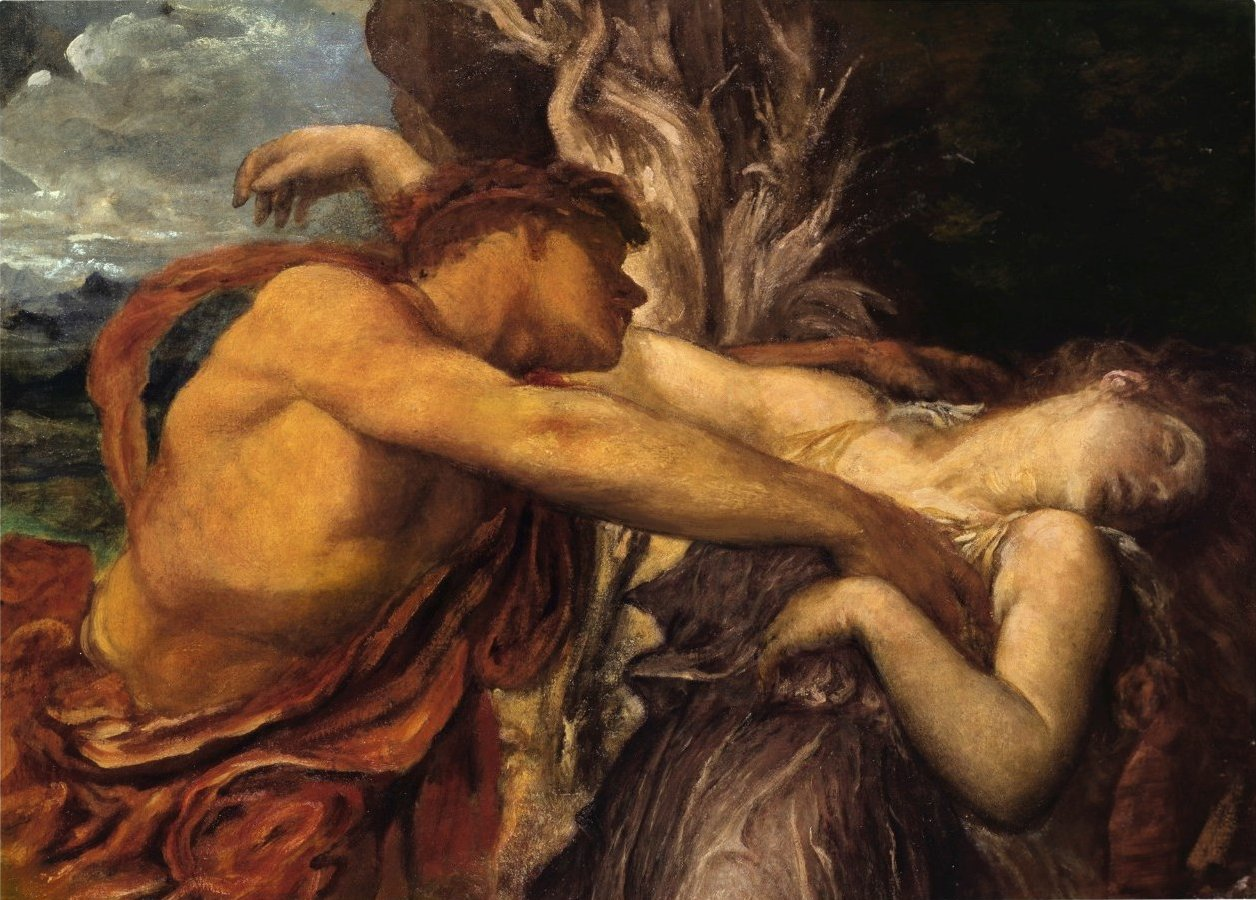
Orpheus And Eurydice
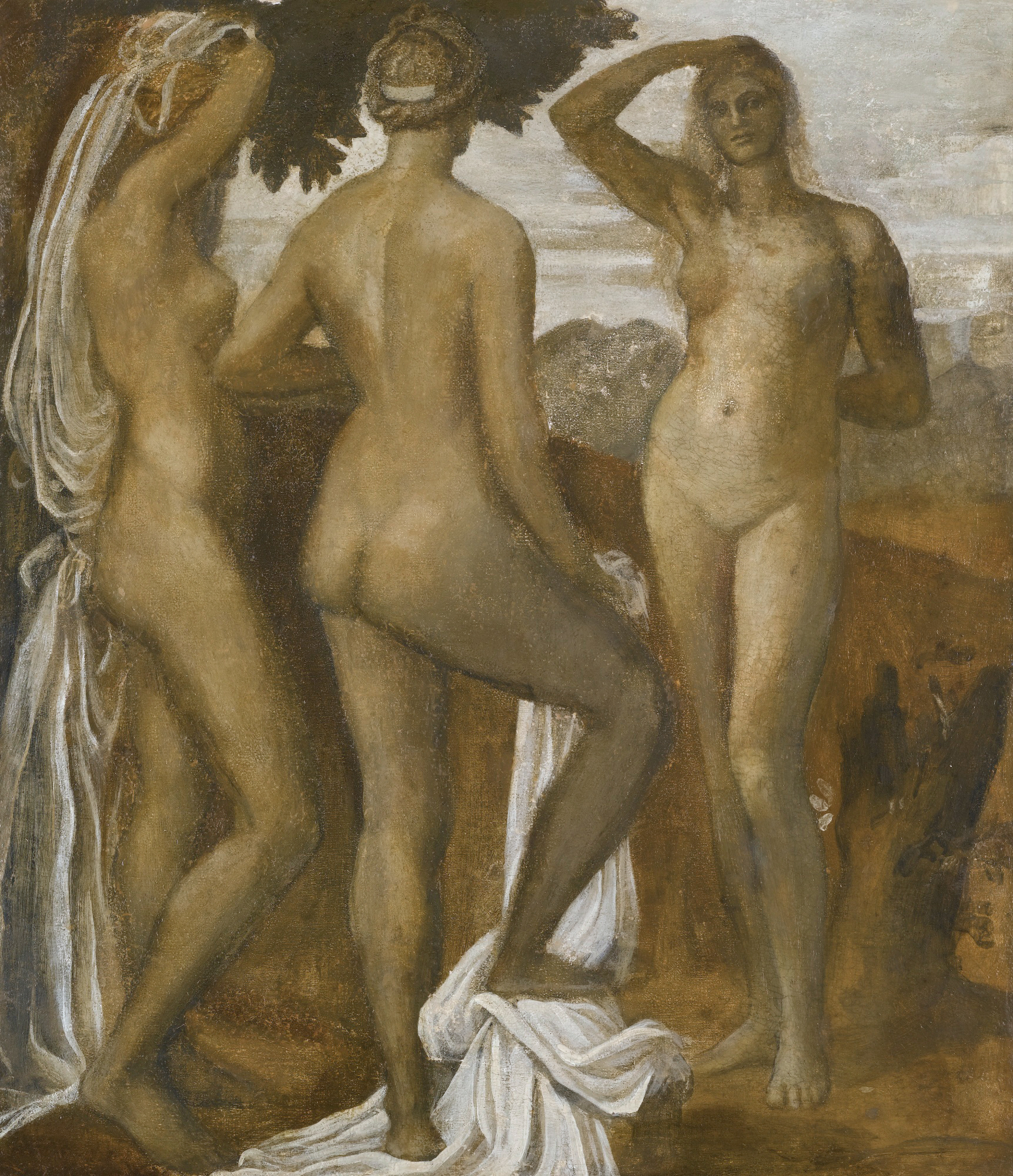
The Judgement of Paris
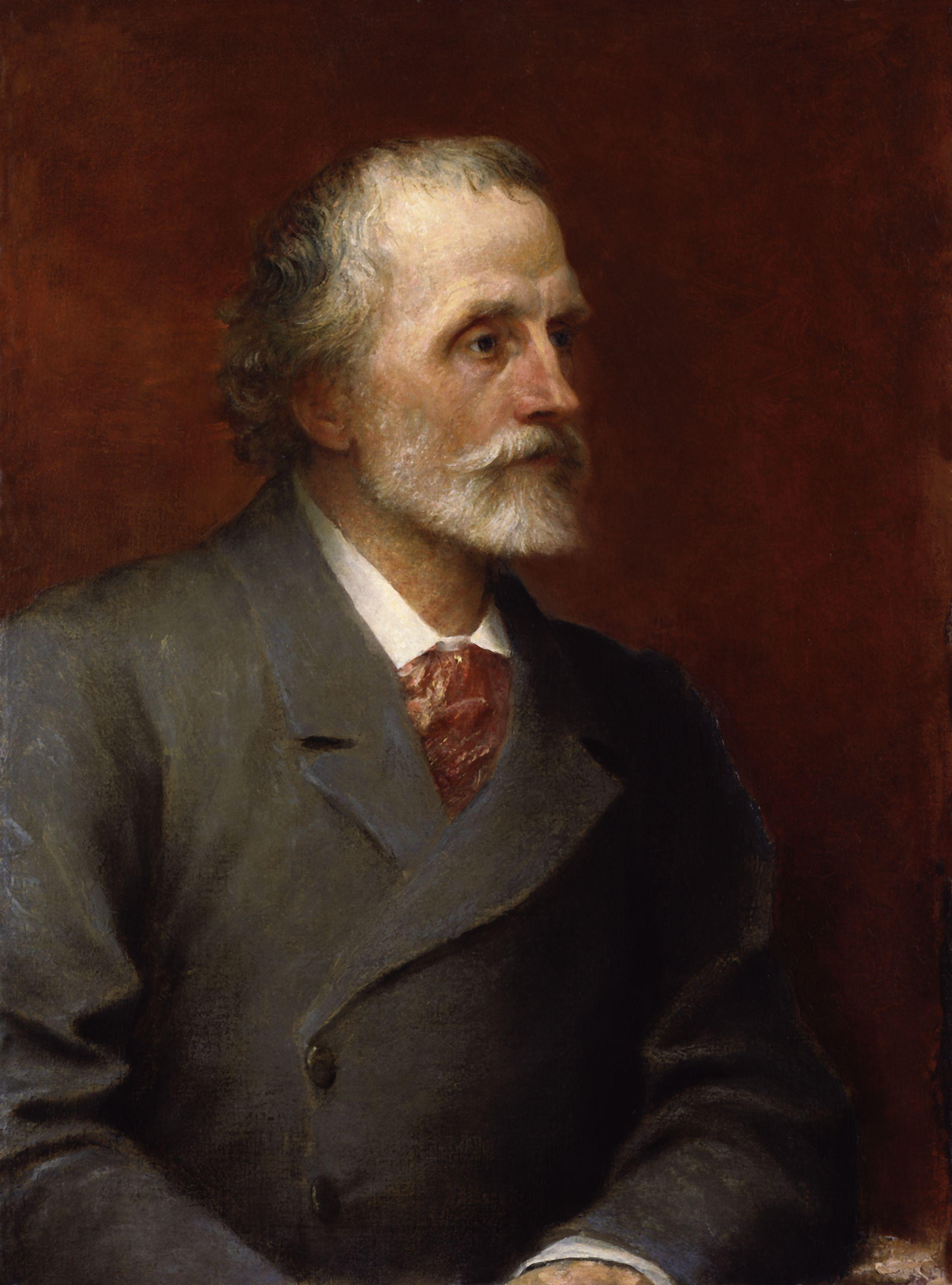
Portrait of George Meredith
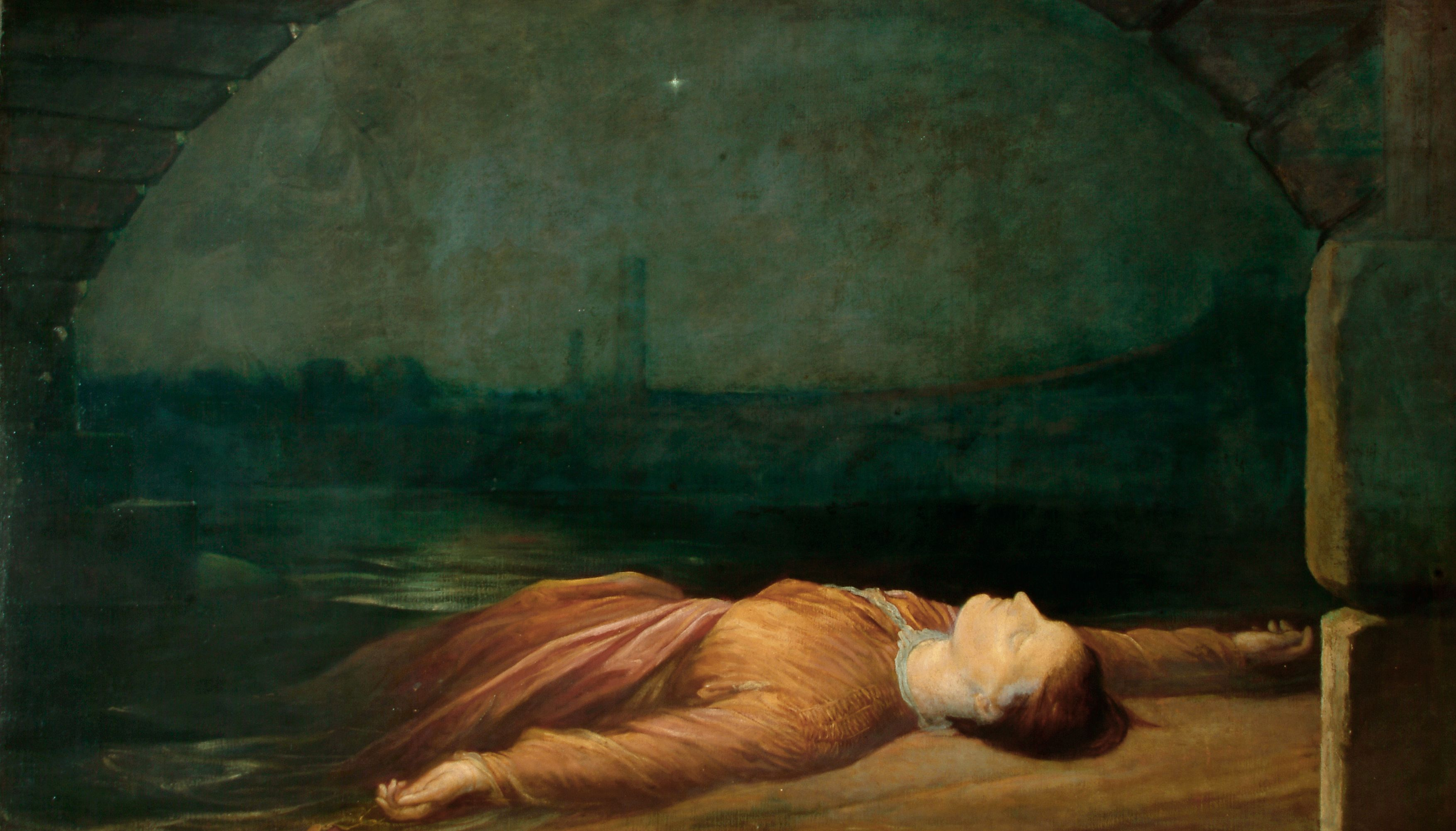
《发现溺水》，1850
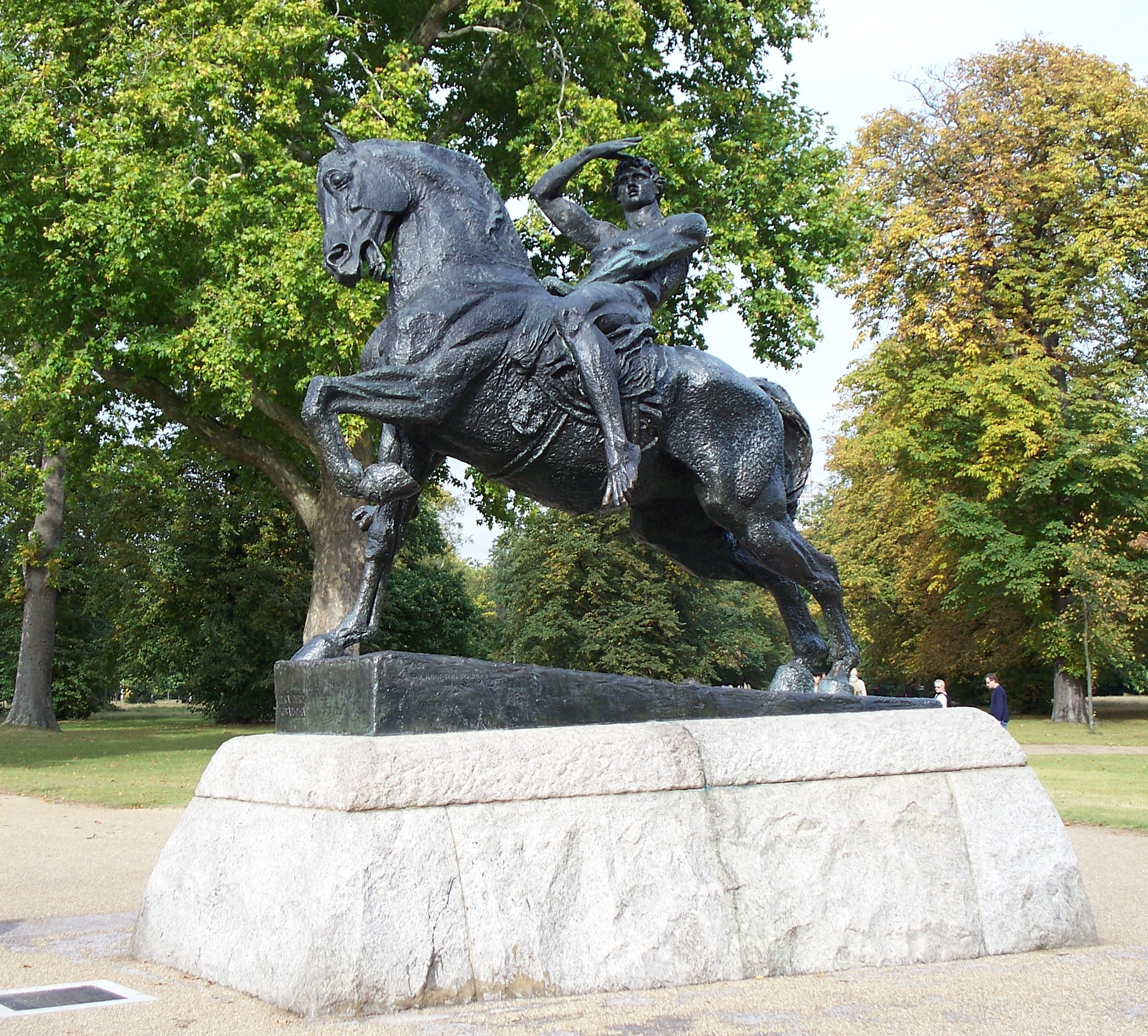
《体能》
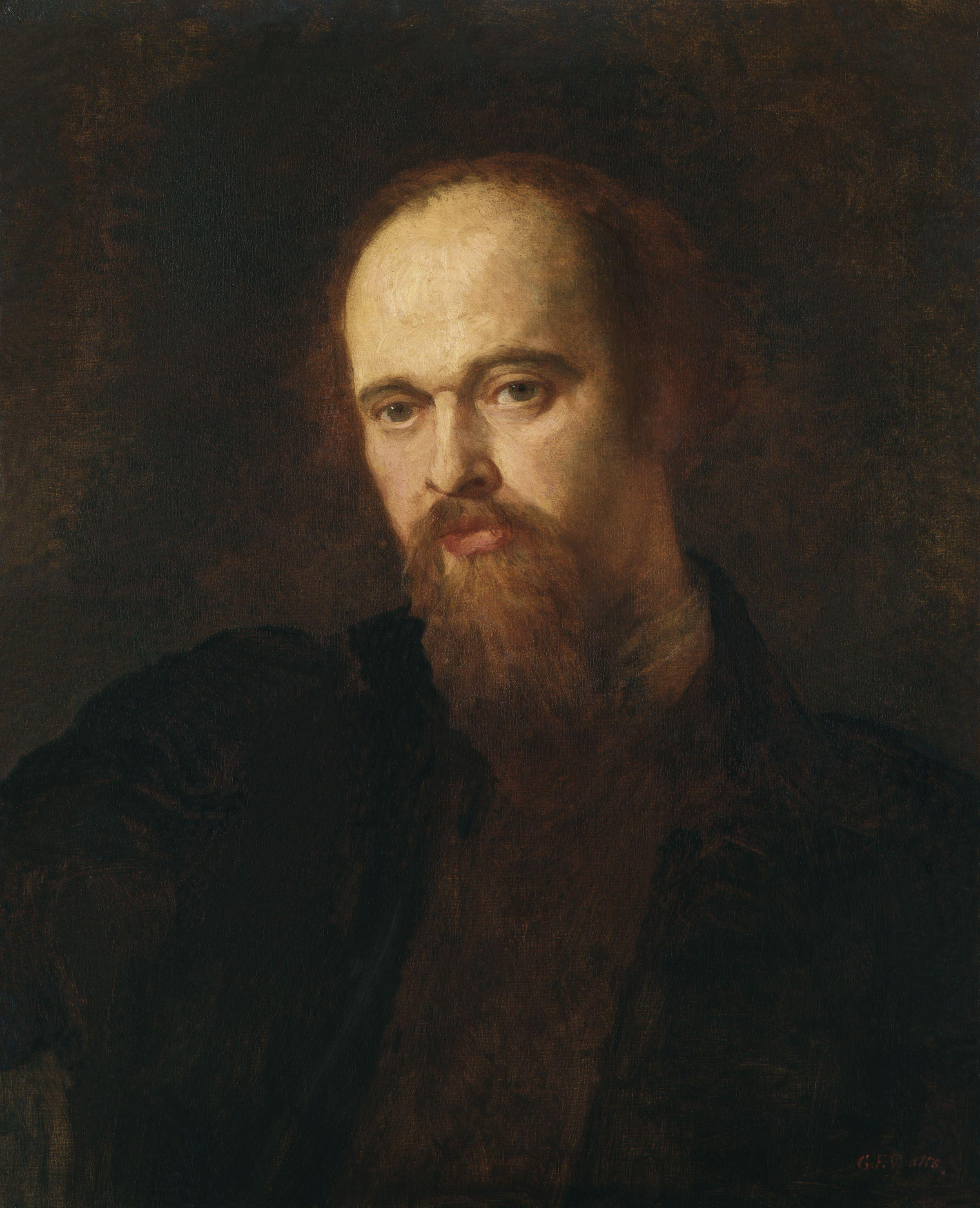
《但丁·加百列·罗塞蒂》
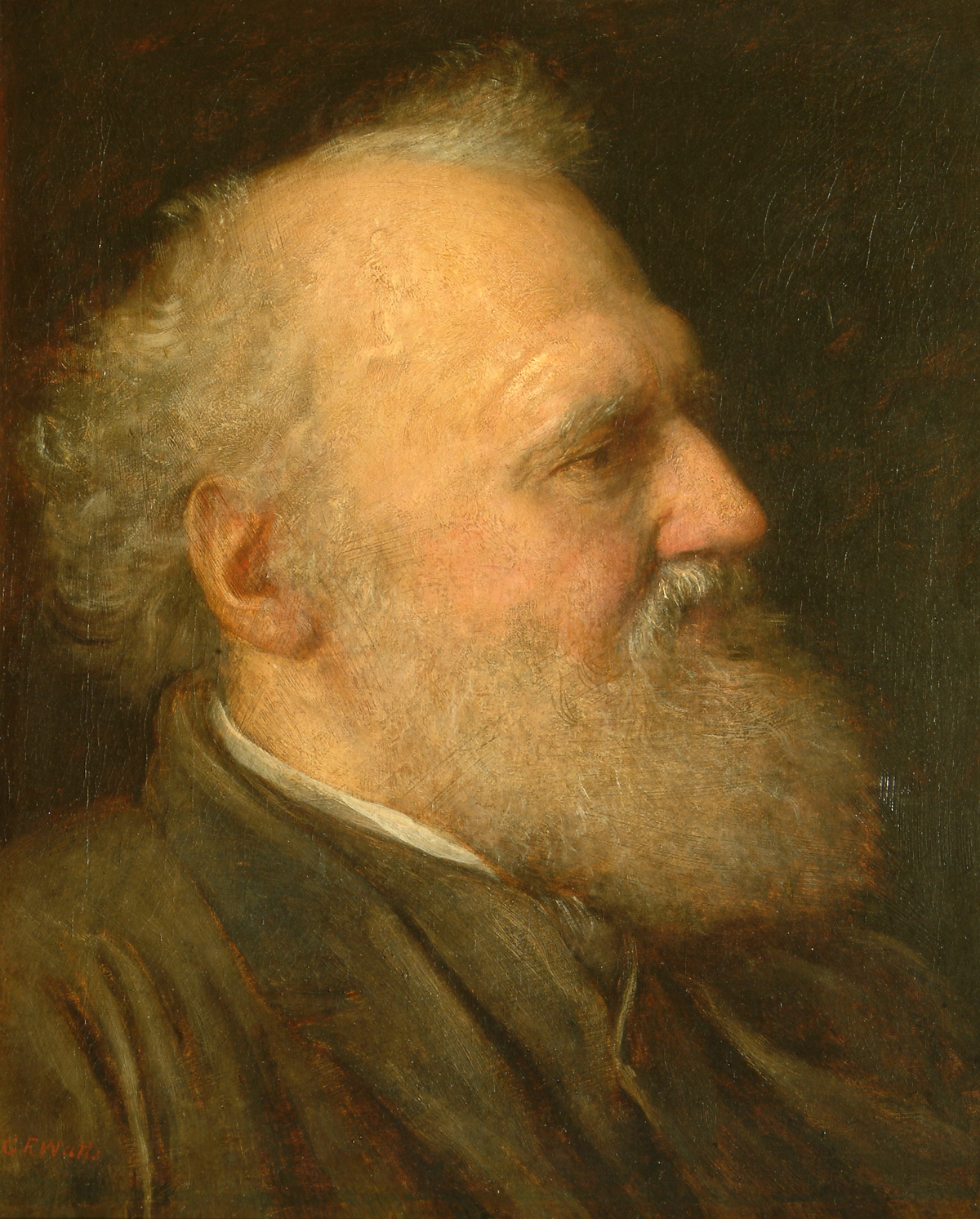
《亨利·托比·普林塞普》
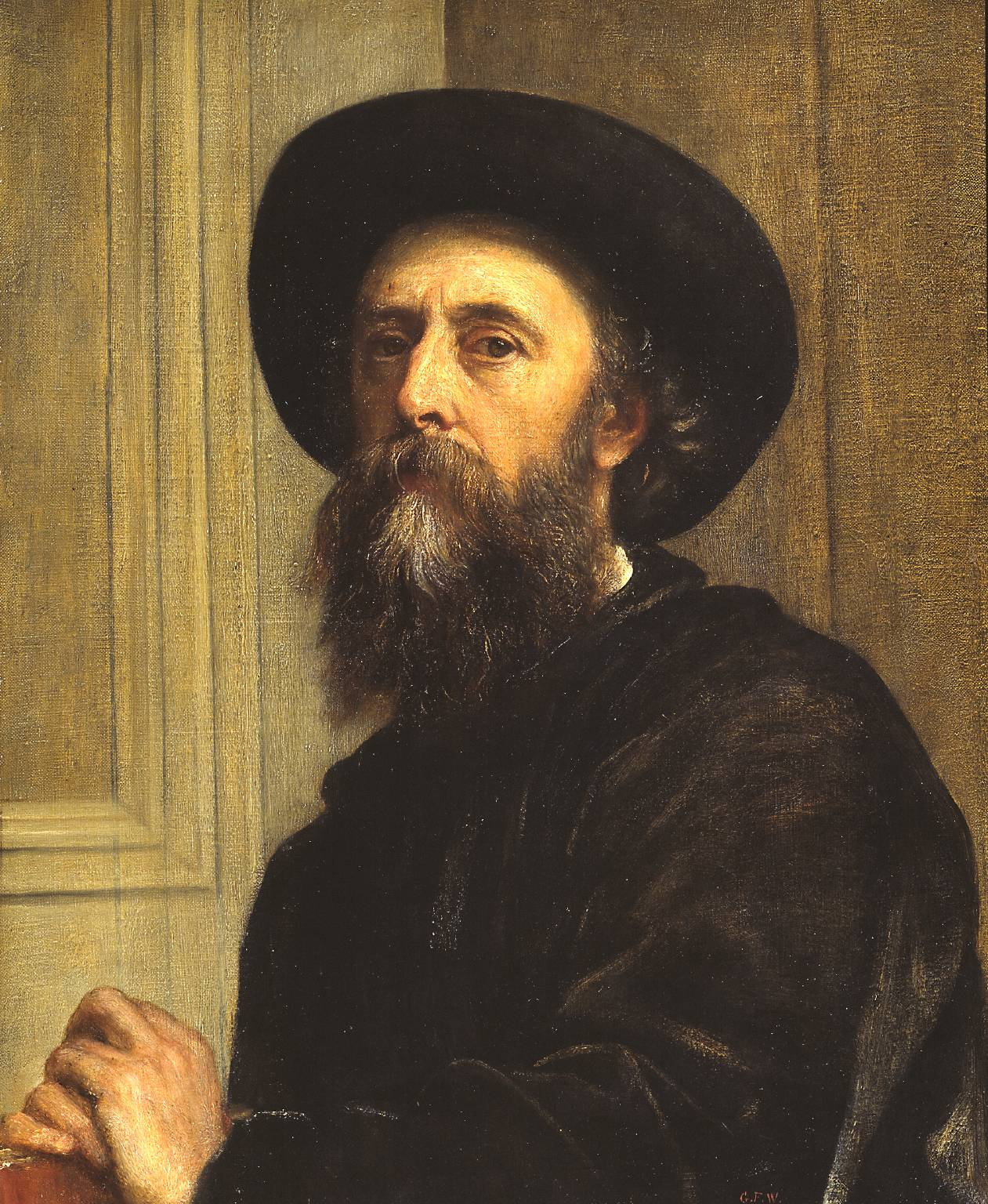
《自画像》, 1864
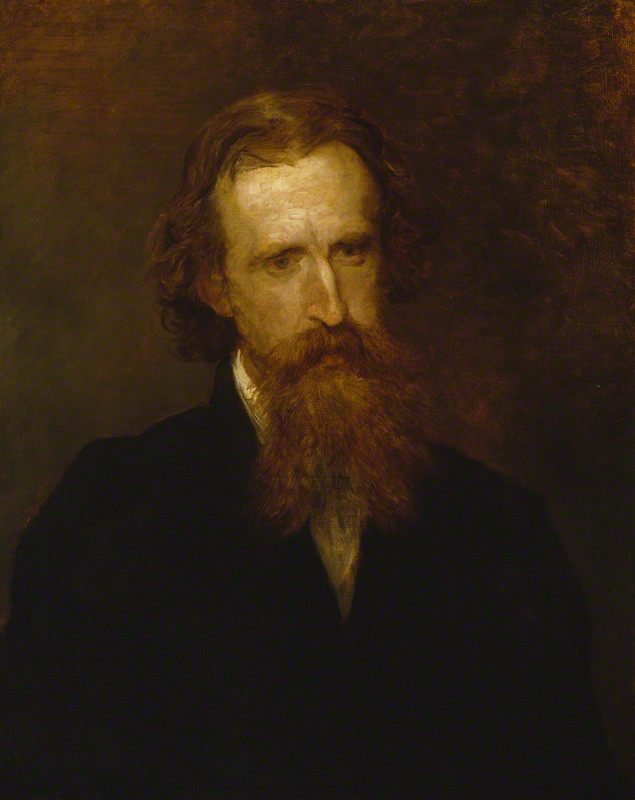
Sir Leslie Stephen, 1878
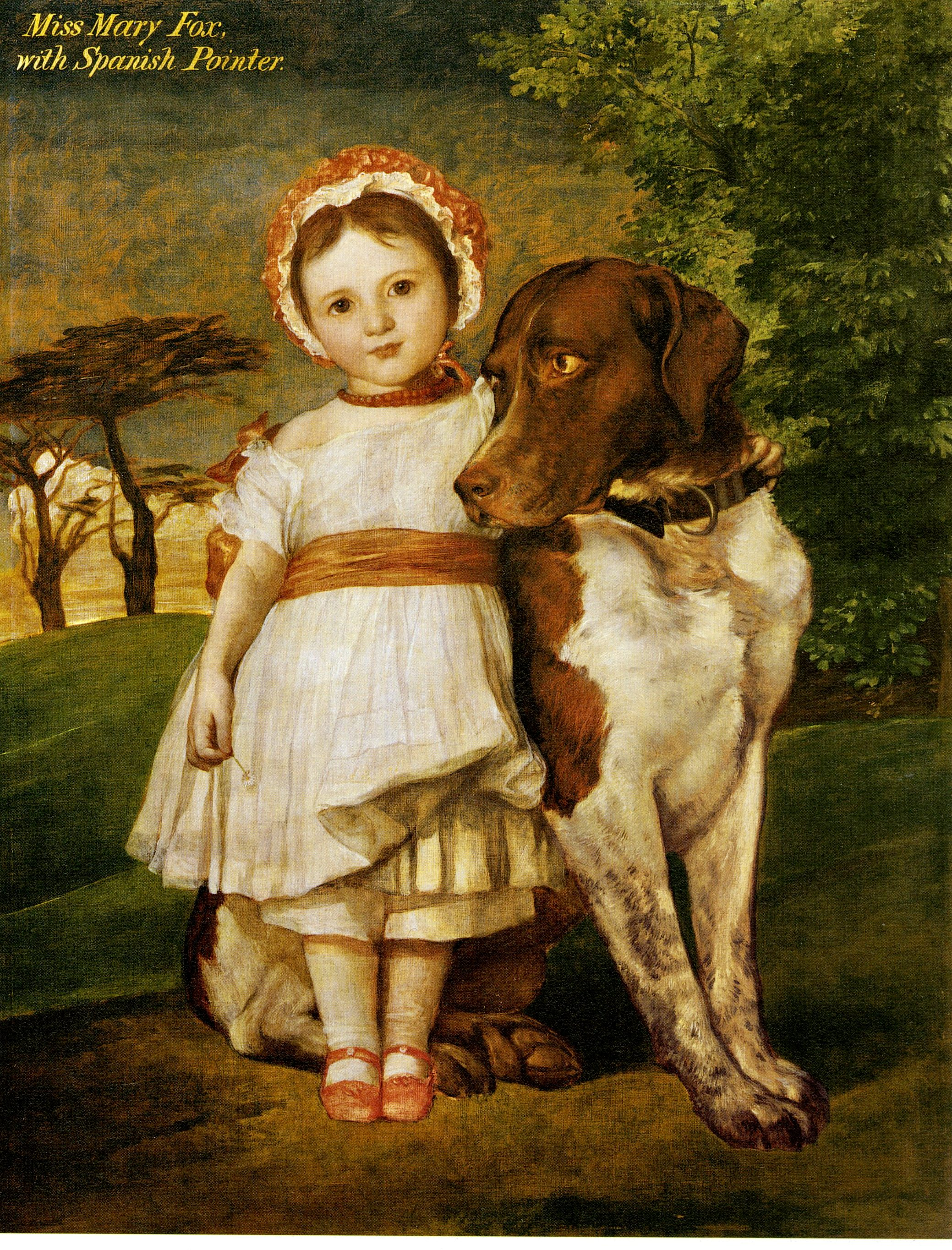
Miss Mary Fox, with Spanish Pointer, c. 1854
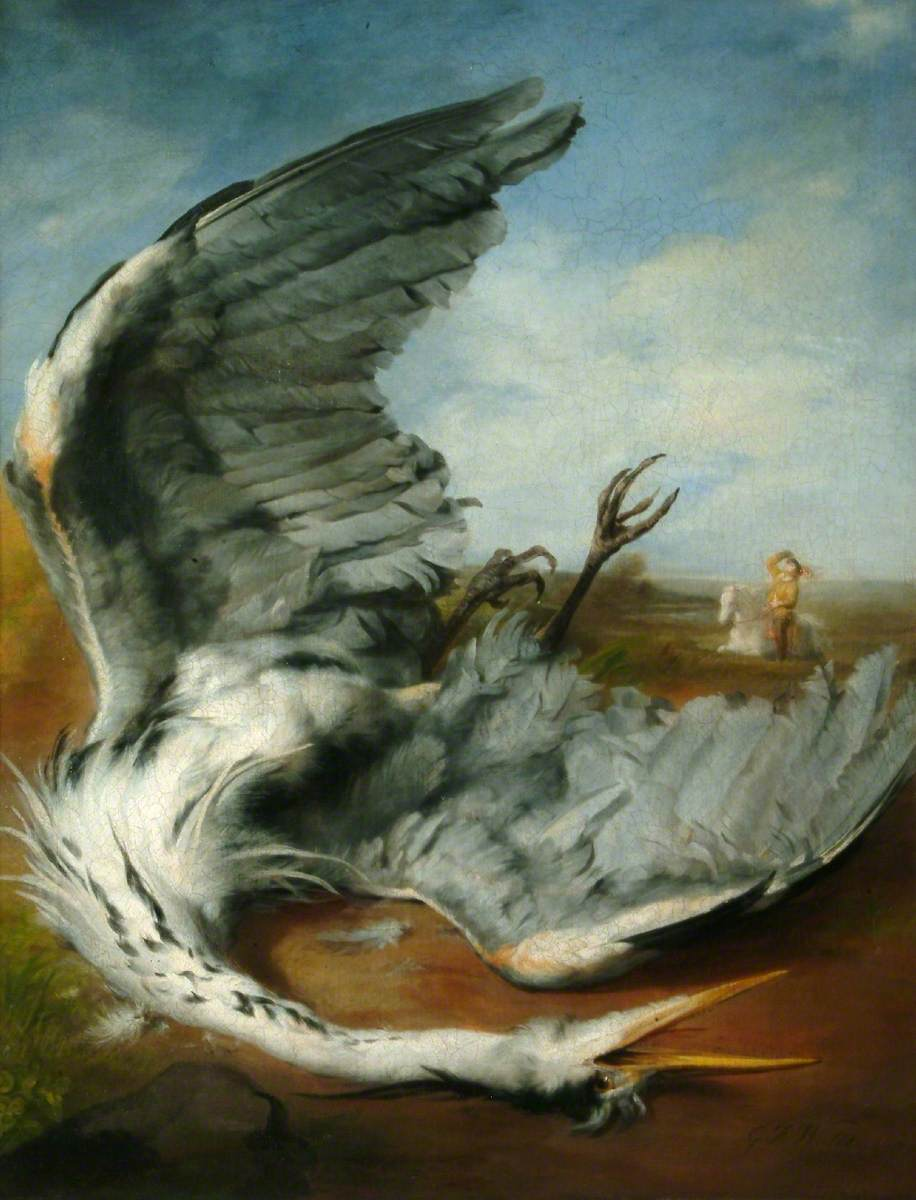
The wounded heron, 1837 (沃茨美术馆)
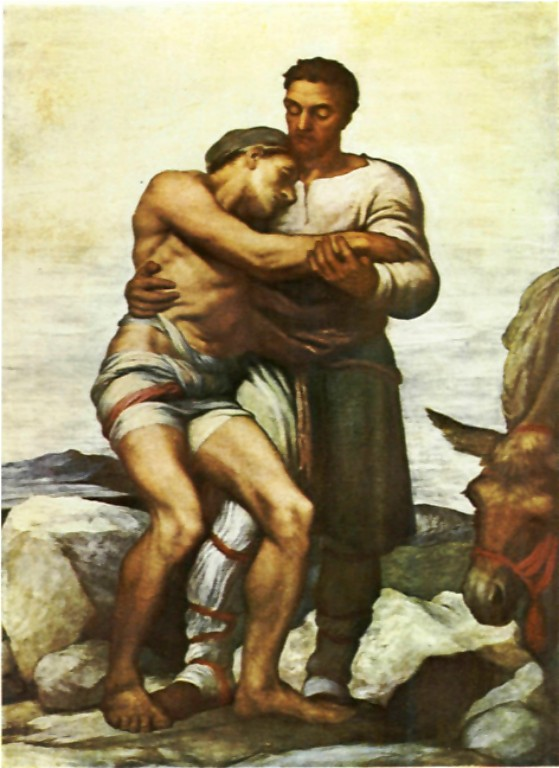
《好撒玛利亚人》
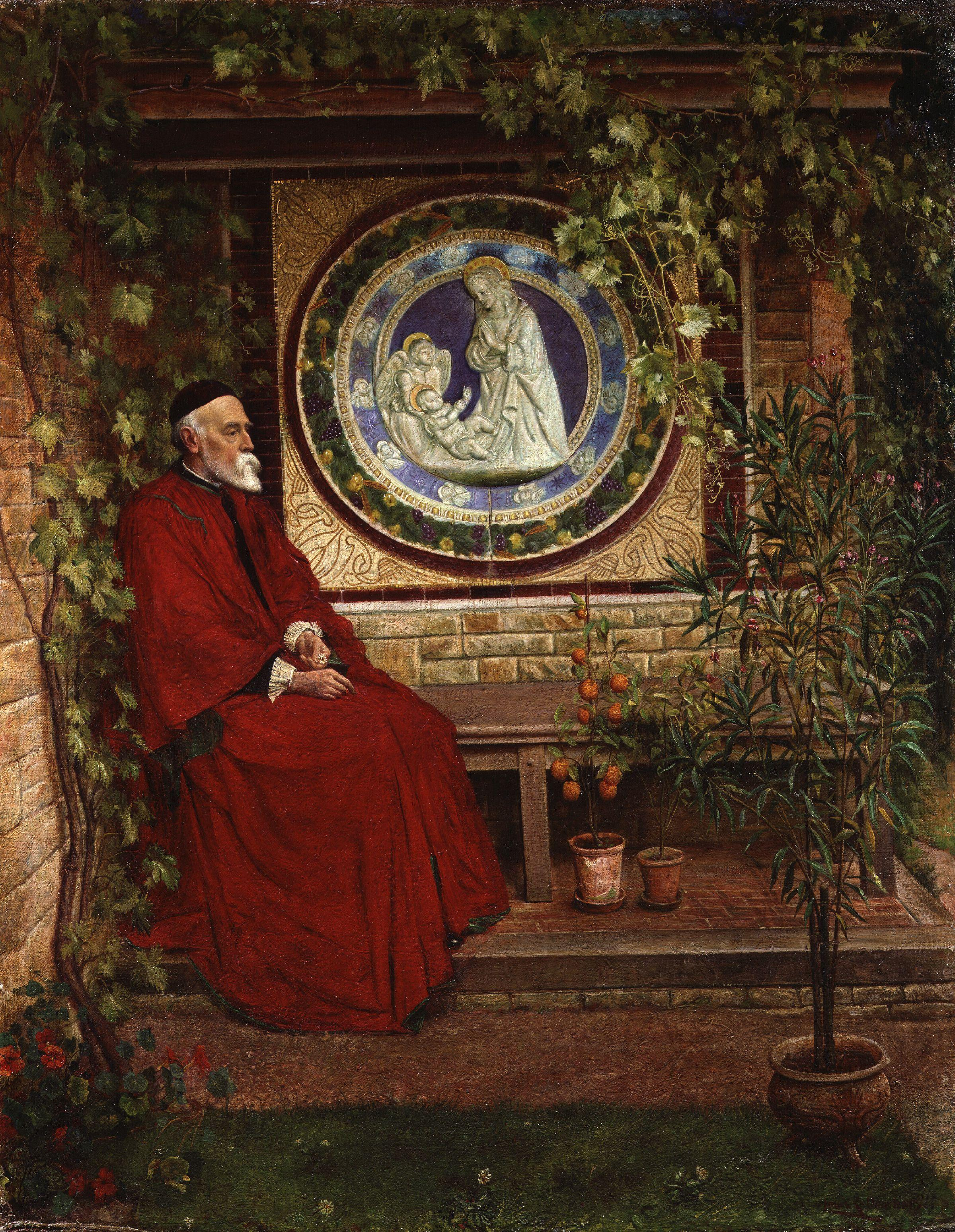
Portrait by L. R. Deuchars
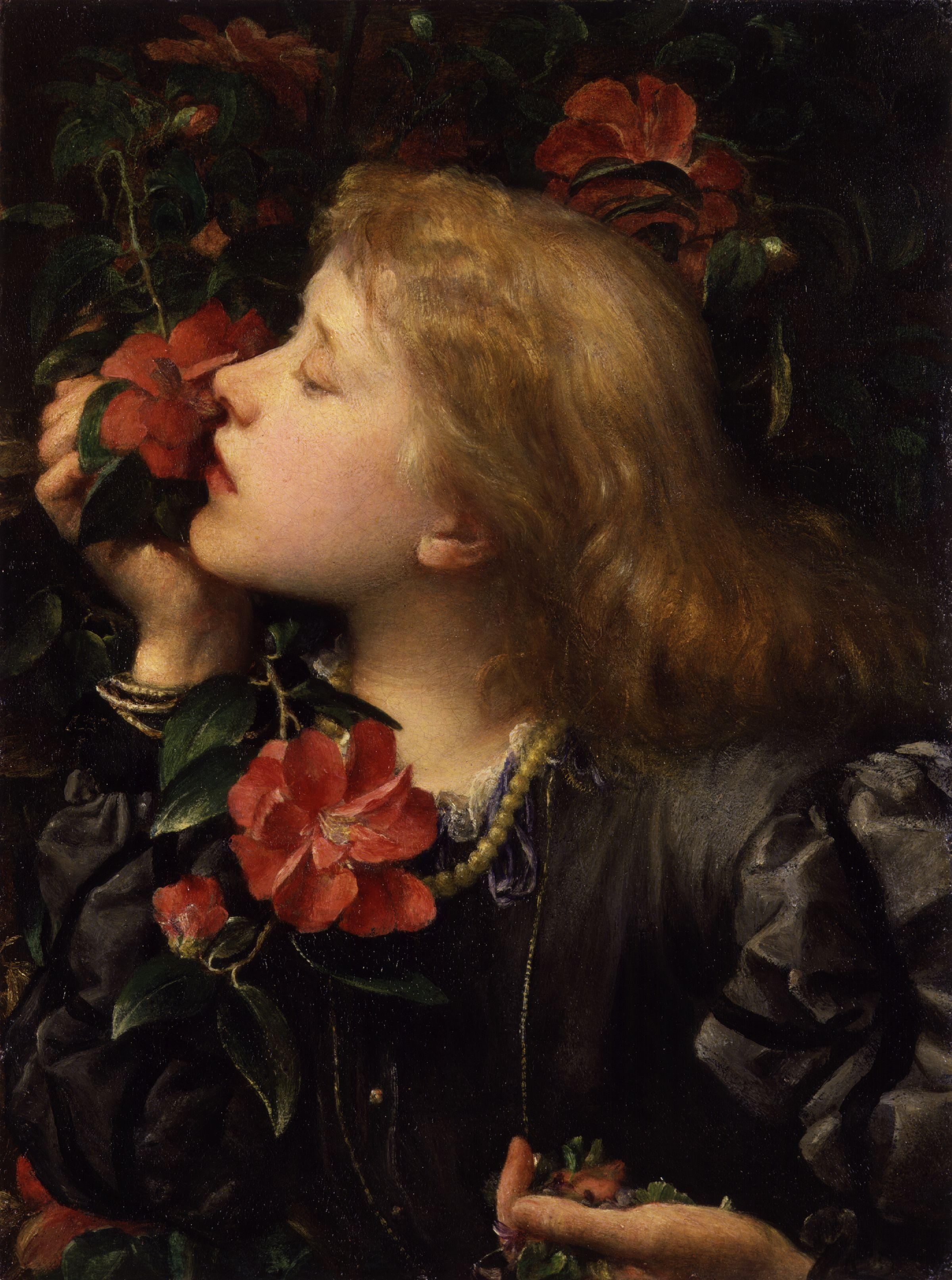
Choosing (爱兰·黛丽), ca. 1864
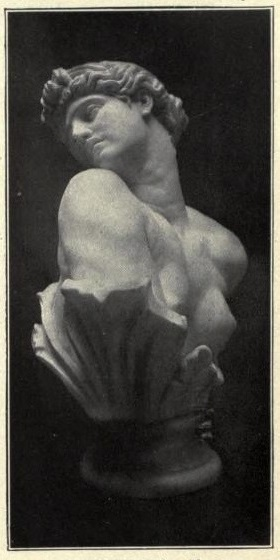
The bust of Clytie
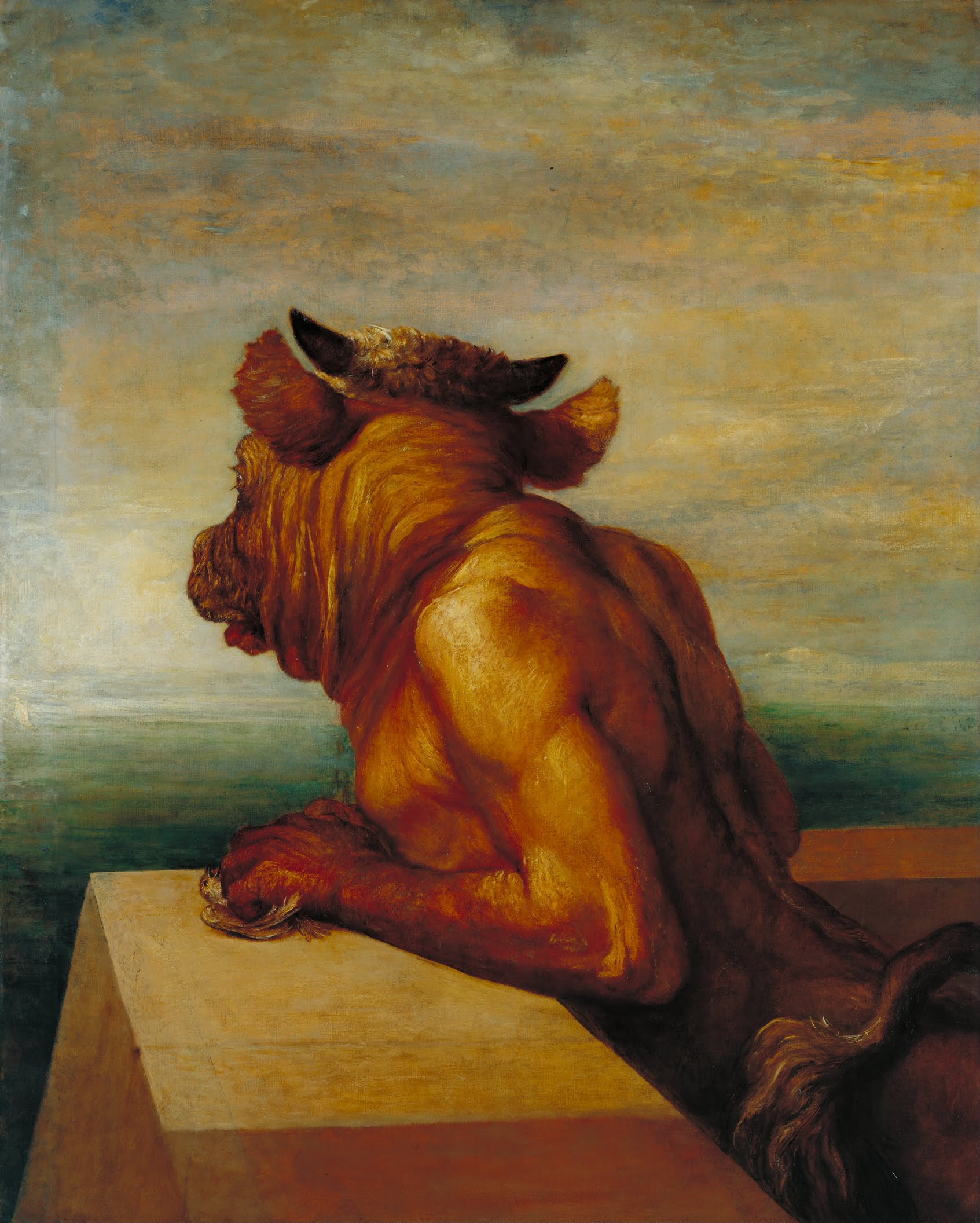
《弥诺陶洛斯》, 1885
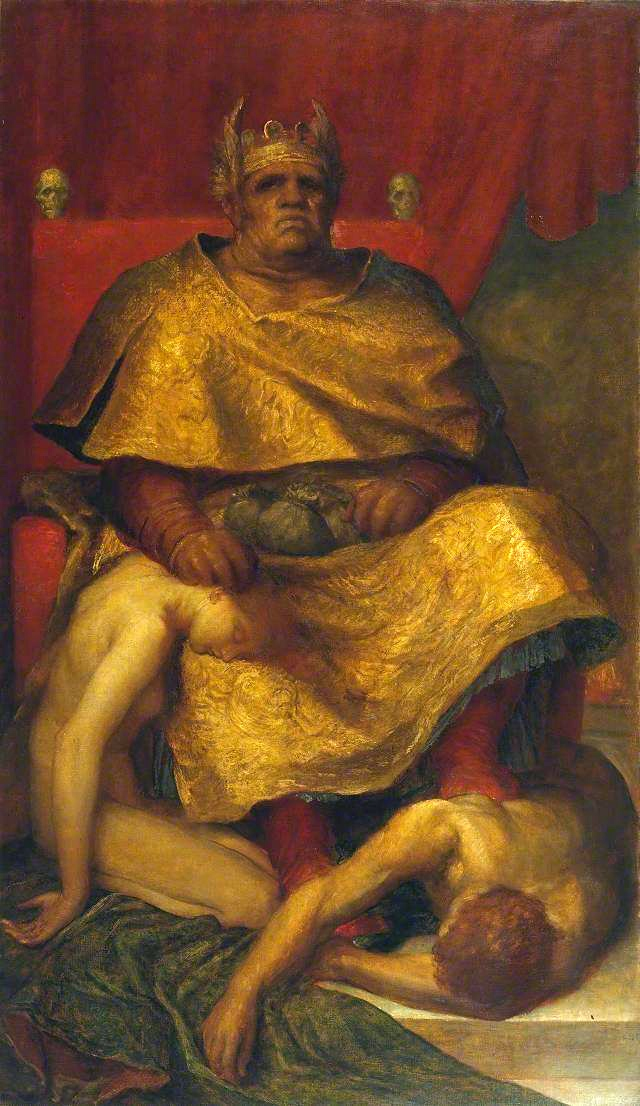
《玛门》，1885
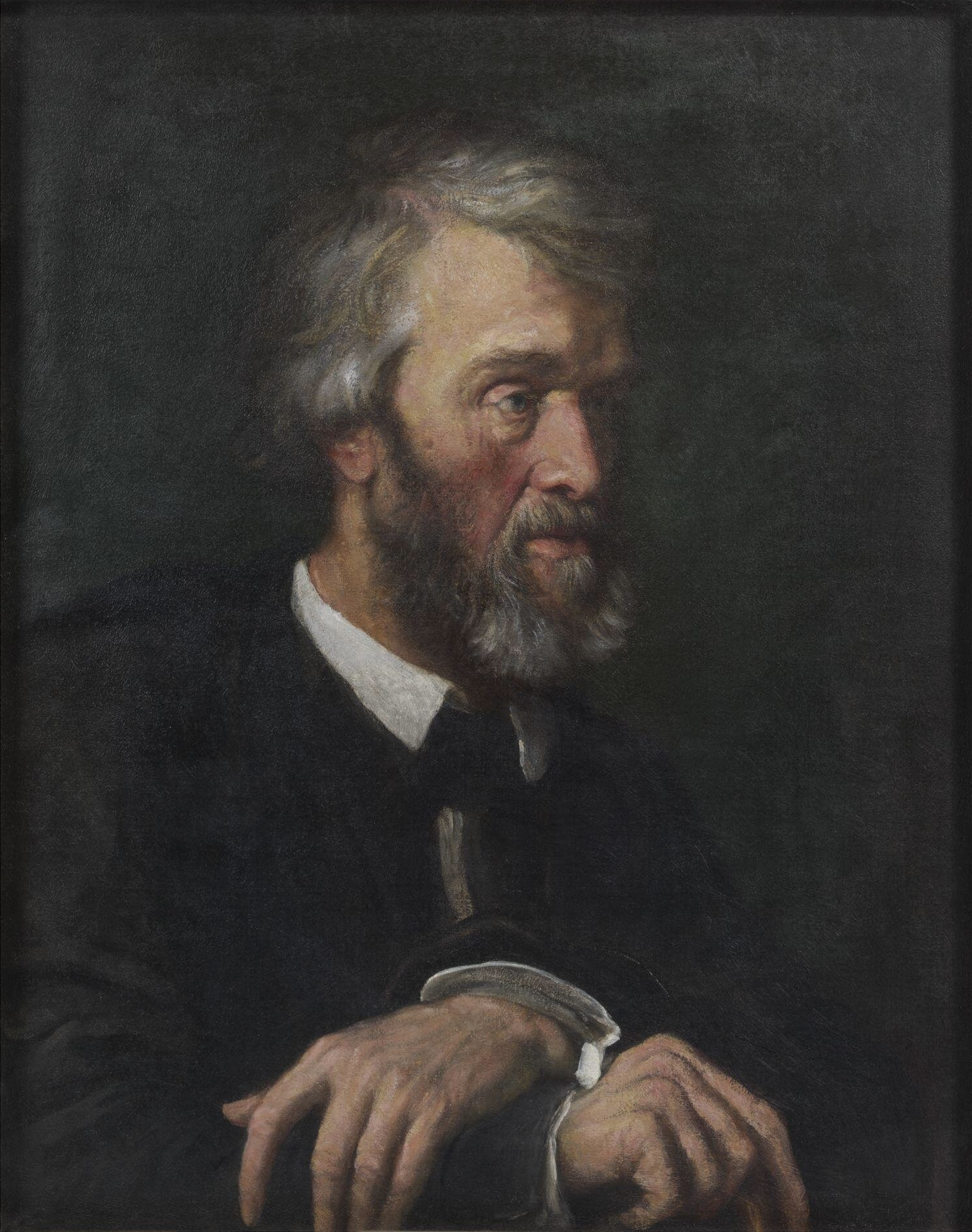
《托马斯·卡莱尔像》
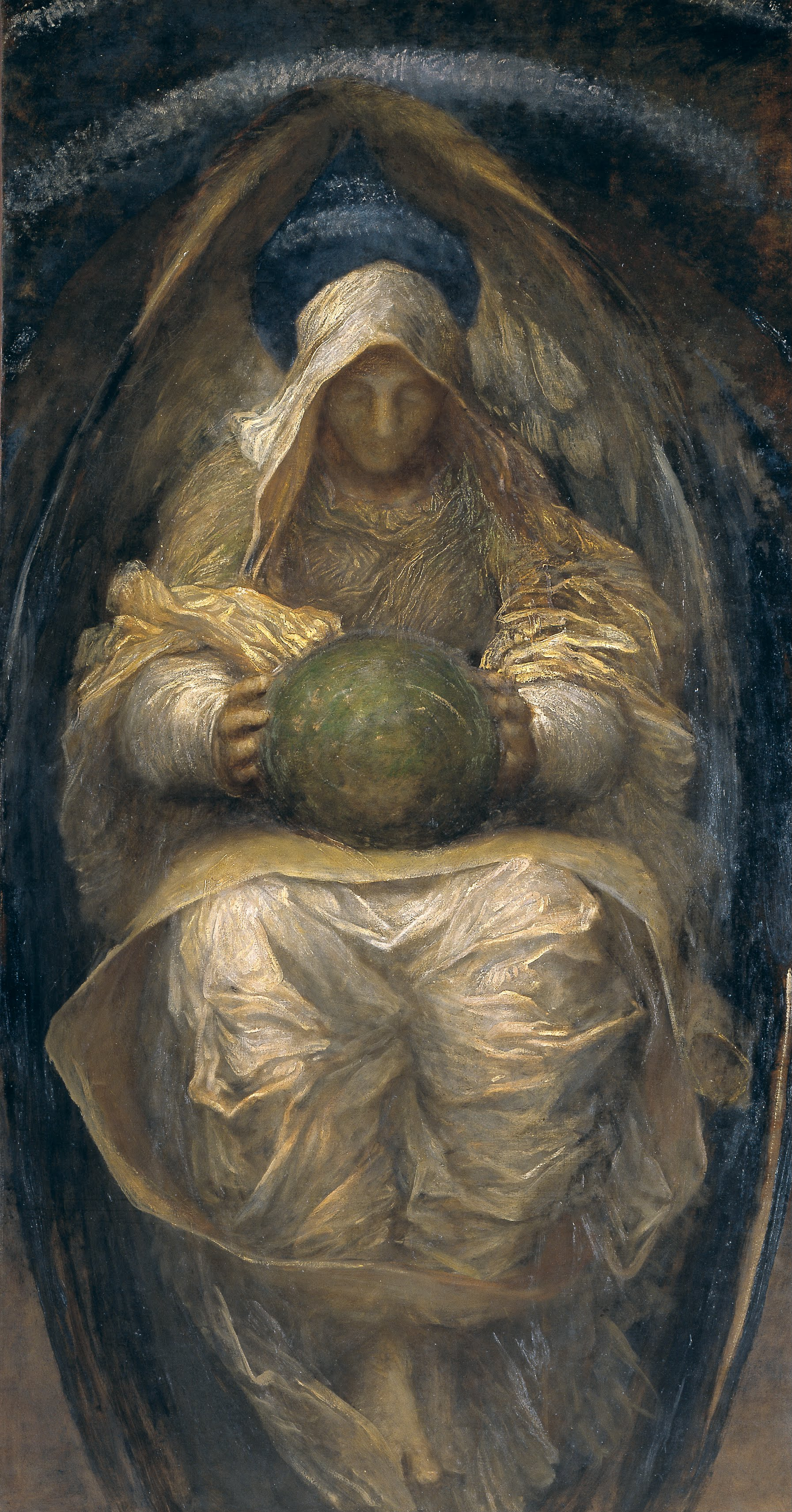
《无所不在》,1890